# Мови Росії
Мови Росії відносяться до 14 мовних сімей — індоєвропейської, семітської,  абхазо-адизької, нахсько-дагестанської,  картвельської, алтайської, уральської, юкагирської,  сино-тибетської, ескімосько-алеутської, чукотсько-камчатської, єнісейської, австроазіатської, японсько-рюкюської. Ізольованими є айнська, нівхська, корейська.
Після кожної мови вказана чисельність осіб, які говорять в Росії: за переписами 2002, 2010 та 2021 або (якщо дані російського перепису вважаються недостовірними) за оцінкою лінгвістів. У останньому випадку перед ними стоїть значок тильди (~).

## Індоєвропейська сім'я
З індоєвропейських мов у Росії представлена слов'янська, іранська, німецька, вірменська, грецька, індоарійська, романська, балтійська і албанська гілки. Всього: 40 живих мов і 1 книжна. ~ 4 474 391 (без рос., англ., нім., порт, франц, італ., іспан)
- Слов'янська гілка ~ 2 282 344 (без рос.)
  - білоруська мова 316 890
  - українська мова 1 815 210[1]
  - російська мова 134 319 233
  - болгарська мова 30 894
  - польська мова 94 038
  - русинська мова 227
  - сербохорватська мова 9 674
  - словацька мова 2 169
  - чеська мова 13 242
  - церковнослов'янська мова (тільки книжна)
- Албанська гілка ~ 3 220
  - албанська мова 3 220
- Вірменська гілка ~ 904 892
  - східновірменська мова ~ 665 000
    - астраханський діалект ~1 000

  - західновірменська мова ~240 000
    - амшенський діалект ~200 000
    - донський діалект ~40 000
- Балтійська гілка ~ 83 779
  - латиська мова 34 759
  - литовська мова 49 020
- Германська гілка ~ 8 331 (без англ., нім.)
  - шведська мова 2821
  - норвезька мова 2063
  - нідерландська мова (голландська) 301
  - англійська мова 5 066 515
  - їдиш 1146
  - німецька мова 1 063 037
  - нижньонімецька мова ~2000
- Грецька гілка ~ 56 473
  - понтійська мова (грецька) ~40 000
  - новогрецька мова (літературна) ??
- Іранська гілка ~ 795 591 
  - осетинська мова 493 610
  - шугнанська мова 79
  - рушанська мова 441
  - пушту (афганська) 8 580
  - талиська мова ~5 310
  - перська мова 9 568
  - таджицька мова 216 450
  - татська мова ~25 000
  - курдська мова (курманджі) 36 609
  - белудзька мова 345
- Індоарійська гілка  ~ 172 063
  - бенгальська мова (бенгалі) 696
  - хінді 5 853
  - циганська мова 166 514
- Романська гілка ~ 169 698 (без порт, франц., італ., іспан.)
  - румунська мова 22 663
  - молдавська мова 147 035
  - португальська мова 5 197
  - французька мова 235 199
  - італійська мова 37 135
  - іспанська мова 76 010

## Семітська сім'я
Всього: 2 мови і 1 книжна/іноземна.  ~64 359
- новоарамейські мови (Ассирія) 7 762
- арабська мова 46 028
- іврит 10 569

## Абхазо-адизька сім'я
Всього: 4 живих мови та 2 мертвих. ~775 213
- абхазька мова 20 000
  - садзьке наріччя †
- абазинська мова 38 247
- адигейська мова 129 419
- кабардино-черкеська мова 587 547
- убихська мова †

## Нахсько-дагестанська сім'я
Всього: 42 мови. ~3 173 320
- Аваро-андо-цезькі гілка
  - аварська мова 654 363 (~744 000)
  - Андійська група 53 343 (~129 000)
    - ахвахська мова 5 019 (~20 000)
    - каратинська мова 10 033 (~21 000)
    - годоберинська мова 2 731 (~8500)
    - ботліхська мова 5 244 (~8000)
    - андійська мова 18 133 (~25 000)
    - багвалинська мова (багулальська) 2 527 (~7000)
    - тиндинська мова (тіндальська) 4 730 (~20 000)
    - чамалинська мова 4 926 (~19 500)

  - Цезька група 26 646 (~56 684)
    - гінухська мова 638
    - гунзибська мова 3 046
    - хваршинська мова 2 216 (~8000)
    - бежтинська мова 6 497 (~10 000)
    - цезька мова 14 249 (~35 000)
- Даргинська гілка ~ 503 523
  - мугинська мова ~6 571
  - кадарська мова ~18 963
  - гапшимінсько-бутринська мова ~27 083
  - цудахарська мова ~39 225
  - урахинська мова (кабінська, хюркилінська) ~73 420
  - муїрінська мова ~79 938
  - мюрего-губденська мова ~81 814
  - акушинська мова ~95 795
    - даргинська літературна мова

  - мегебська мова ~1 300
  - кункинська мова ~1 200
  - амухсько-худуцька мова ~1 600
  - іцарінська мова (санжі-іцарінська) ~1 800
  - сірхінська мова ~20 497
  - чиразька мова ~1 280
  - кайтагська мова ~43 648
  - аштінська мова ~2 300
  - кубачинська мова ~7 089
- лакська мова 153 373
- Лезгинська гілка ~ 598 649
  - арчинська мова  1435
  - агульська мова 29 399
  - табасаранська мова 128 391
  - лезгинська мова 397 310
  - цахурська мова 9 771
  - рутульська мова 29 383
  - удінська мова 2 960
- Нахська гілка ~ 1 989 091
  - інгушська мова 405 343
  - чеченська мова 1 493 748
  - аккинсько-орстхойське наріччя (галанчожське) ~90 000

## Картвельська сім'я
Всього: 4 мови. ~289 090
- грузинська мова 286 285
- мегрельська мова 2 590
- лазька мова 62
- сванська мова 153

## Уральська сім'я
Всього: 23 живих мови і 3 мертвих. ~ 2 068 276
- Угро-фінська гілка  ~ 2 034 700
  - Пермська група ~775 481
    - комі-зирянська мова 217 316
    - комі-перм'яцька мова 94 328
    - удмуртська мова 463 837

  - Угорська група ~ 26 026
    - мансійська мова 2 746
    - хантийська мова 13 568
    - угорська мова 9 712

  - Фінно-волжська група ~ 1 233 193
    - саамські мови 787
      - бабінська саамська мова †
      - терсько-саамська мова (йоканьгсько-саамська) ~6
      - кильдінська саамська мова ~750
      - колтта-саамська мова ~28

    - балто-фінські мови ~ 137 551
      - водська мова ~20
      - іжорська мова 362
      - вепсська мова 5 753
      - естонська мова 26 645
      - фінська мова 51 891
        - інгерманландський ~20 000

      - карельська мова 52 880
        - людіковське наріччя ~4 000
        - ліввіковське наріччя (олонецьке) ~20 000
        - власне карельське наріччя ~2 800

    - волзькі мови ~ 1 094 855
      - марійська мова  ~ 494 855
        - східно-марійська мова (лугово-східна) 365 316  (~ 451 033)
        - гірсько-марійський діалект 23 062  (~36 822)
        - півінчно-західний марійський діалект ~7 000

      - мордовські мови  ~ 600 000
        - ерзянська мова (ерзя-мордовська) ~400 000
        - мокшанська мова (мокша-мордовська) ~200 000

- Самодійська гілка  ~ 33 576
  - юрацька мова †
  - енецька мова 119
  - нганасанська мова 505
  - ненецька мова 31 311
  - камасинська мова †
  - маторська мова †
  - селькупська мова 1 641

## Алтайська сім'я
Всього: 41 мова. ~ 11 697 196
- Тунгусо-маньчжурські гілка. ~ 26 859
  - негидальська мова 147
  - евенська мова 7 168
  - евенкійська мова 7 584
  - орокська мова (ульта) 89
  - удегейська мова 193
  - мова орочі ~160
  - ульцька мова 732
  - нанайська мова 3 886
- Монгольські гілка ~ 533 907
  - монгольська мова 11 498
  - калмицька мова 153 602
  - бурятська мова 368 807
- Тюркська гілка. ~ 11 136 430
  - чуваська мова 1 325 382
  - уйгурська мова 1 932
  - узбецька мова 238 831
  - тофаларська мова 378
  - долганська мова 4 865
  - тувинська мова 242 754
  - якутська мова 456 288
  - чулимська мова (чулимсько-тюркська) 270
  - шорська мова 6 210
  - хакаська мова 52 217
  - Гірсько-алтайська група  65 534
    - північноалтайська мова ~10 000
      - кумандінське наріччя ~8 000
      - челканське наріччя (куу) ~2 000

    - південноалтайська мова ~55 500
      - тубаларське наріччя ~3 000
      - власне алтайське наріччя (алтай-кижі) ??
      - телеутське наріччя ~3 000
      - теленгитське наріччя ~3 000

  - кримчакська мова 29
  - гагаузька мова 7 597
  - туркменська мова (трухменська) 38 533
  - турецька мова (месхетинці і уруми) 161 319
  - азербайджанська мова 669 757
  - караїмська мова 88
  - каракалпацька мова 1 561
  - казахська мова 563 749
  - ногайська мова ~107 400
    - наріччя астраханських ногайців-карагашів ~5 000
    - наріччя алабугатських татар ~400
    - наріччя юртовських татар (астраханських ногайців) ~12 000

  - башкирська мова 1 379 727
  - кримськотатарська мова ~149 827
  - карачаєво-балкарська мова 302 748
  - кумицька мова 458 121
  - киргизька мова 85 655
  - татарська мова 5 347 706
  - сибірсько-татарська мова (вкл. барабінське наріччя) ~??

## Єнісейська сім'я
Всього: 2 живих мови. ~485
- кетська мова 153 (~485)
- югська мова ~2 (або '†)
- арінська мова †
- пумпокольська мова †
- коттська мова †

## Юкагіро-чуванська сім'я
Всього: 2 живих мови. ~200
- північноюкагирська мова (тундрова) ~150
- південноюкагирська мова (колимська) ~50
- омокська мова †
- чуванська мова †

## Чукотсько-камчатська сім'я
Всього: 4 живих і 3 вимерлих мови. ~12 843
- чукотсько-коряцькі мови ~12 761
  - чукотська мова 7 742
  - керекська мова †
  - алюторська мова ~2 000
  - коряцька мова 3 019
- ітельменські мови ~82
  - ітельменська мова (західноітельменська) ~50
  - східноітельменська мова †
  - південноітельменська мова †

## Ескімосько-алеутська сім'я
Всього: 4 живих мови та 2 мертвих. ~420
- алеутські гілка
  - алеутська мова 5
  - медновсько-алеутська мова (алеутсько-російський піджин) 5
- ескімоські гілка ~ 410
  - науканська мова ~106
  - юїтська мова (чаплінський діалект) ~304
  - аляськинсько-інуїтська мова †
  - сиреникська мова †

## Сино-тибетська сім'я
Всього: 2 живих мови і 1 книжна. ~ 61 781
- дунганська мова 2300
- китайська мова (вкл. діалект тазів) 59 249
- старотибетська мова 232

## Австроазійська сім'я
Всього: 1 жива мова. 26 197
- в'єтнамська мова 26 197

## Японсько-рюкюська сім'я
Всього: 1 жива мова. 16 543
- японська мова 16 543

## Нівхська мова
- нівхська мова 708

## Айнська мова
Всього: 2 вимерлих
- сахалінсько-айнська мова †
- курильсько-айнська мова †

## Корейська мова
Всього: 1 жива мова. 60 088
- корейська мова ((ізольована мова) 60 088